# Irena Maternowska

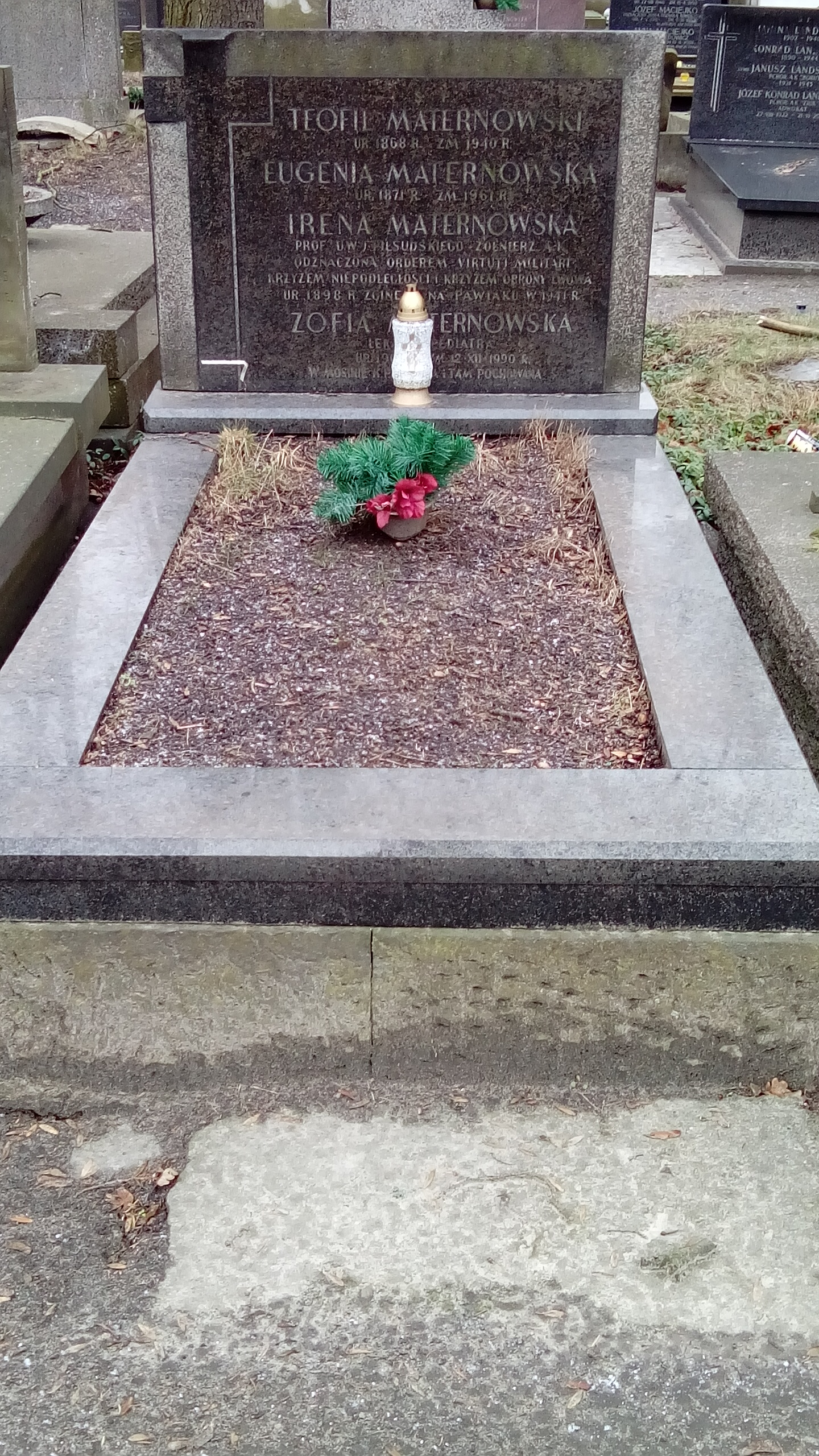
Grób Ireny Maternowskiej na cmentarzu Powązkowskim w Warszawie

Irena Maria Maternowska ps. „Irena” (ur. 26 marca 1898 w Krukienicach k. Lwowa, zm. 4 czerwca 1941 w Warszawie na Pawiaku) – polska przedstawicielka nauk weterynaryjnych, profesor nadzwyczajna UW; zaangażowana w działalność niepodległościową, a w okresie okupacji niemieckiej w Polsce w działalność konspiracyjną.

## Życiorys
Irena Maria Maternowska była córką Teofila (krawiec) i Eugenii z domu Rymańska. Jej młodszą siostrą była Zofia Maternowska. We Lwowie ukończyła szkołę średnią, a w 1914 ukończyła kurs samarytański jako członkini Komitetu Pracy Obywatelskiej Kobiet. Później pracowała w PCK. W czerwcu 1917 została członkinią Polskiej Organizacji Niepodległościowej będącą żeńskim oddziałem Polskiej Organizacji Wojskowej we Lwowie. Od listopada 1918 pełniła funkcję kurierki. Podlekarz weterynarii w Małopolskich Oddziałach Armii Ochotniczej w 1920. Odznaczona Krzyżem Niepodległości z Mieczami za działalność niepodległościową. Członkini Towarzystwa Obrony Kresów Zachodnich oraz ukończyła w Snopkowie Żeńską Szkołę Gospodarstwa Wiejskiego, a następnie w 1928 Akademię Medycyny Weterynaryjnej we Lwowie. Uzyskała stopień doktora medycyny weterynaryjnej w 1929, a w latach 1933–1934 przebywała jako stypendystka Funduszu Kultury Narodowej w Kopenhadze i Paryżu. 
Od 1934 kierowała katedrą higieny środków spożywczych pochodzenia zwierzęcego na Wydziale Weterynarii Uniwersytetu Warszawskiego i mianowana profesorem nadzwyczajnym tegoż Uniwersytetu w 1937. Kierowniczka Laboratorium Mięsoznawczo-Bakteriologicznego w Rzeźniach Miejskich w Warszawie. Mieszkała na Kamionku. Od końca 1939 była członkinią SZP, a następnie ZWZ w dziale sabotażu i dywersji pod pseudonimem „Irena”. Zorganizowała i kierowała od kwietnia 1940 pracownią bakteriologicznych środków dywersji w nowo utworzonym Związku Odwetu. Aresztowana 22 kwietnia 1941 i osadzona na Pawiaku, gdzie zmarła na rozpadową gruźlicę. Pochowana na cmentarzu Powązkowskim (kw. 284b-6-25). 
Pośmiertnie odznaczona Orderem Virtuti Militari V klasy (11 listopada 1941 od KG ZWZ, zweryfikowany w Londynie w 1959 z nr. 12659, a także przez ZBoWiD w 1964). Posiadała również Krzyż Niepodległości (1931), Złoty Krzyż Zasługi, Krzyż Obrony Lwowa i Odznakę Honorową „Orlęta”.